# Ядовитый плющ: Новое совращение
«Ядовитый плющ: Новое совращение» (англ. Poison Ivy: The New Seduction) — эротический триллер/драма. Третья картина в ряду фильмов «Ядовитый плющ». Является дебютом актрисы Джейми Прессли. Премьера состоялась 20 мая 1997 года. Рейтинг MPAA: Лицам до 17 лет обязательно присутствие родителей.
Слоган фильма «Все правила надо нарушить» (англ. All the rules are about to be broken).

## Сюжет
Сюжет фильма «Ядовитый плющ: Новое совращение» сосредотачивается на конфликте между одержимой гедонисткой Вайолет и её подругой (на самом деле соперницей) Джой, к которой первая старается максимально втереться в доверие, дабы в итоге погубить. Основная причина жестокого коварства Вайолет по отношению к Джой — зависть: последняя удовлетворена жизненными благами и демонстрирует неординарность, одарённость души, а первая всего этого практически лишена.
Основное место действия драмы — особняк семьи Грир на Калифорнийском склоне. В начале фильма показано, как Иван и Кэтрин Грир живут там со своей дочерью Джой и домработницей Ребеккой, у которой две дочери — Айви и Вайолет (их имена в переводе с английского — соответственно «плющ» и «фиалка», причём Айви явно похожа на героиню Дрю Бэрримор в оригинальном фильме, хотя в нём имя Айви было лишь псевдонимом, данным по плющевидной татуировке девушки). Все три девочки (служанкины наравне с хозяйской) живут как сёстры, играют в куклы. Однажды Айви обращает внимание своих подруг на Ивана, который неожиданно возвращается в начале дня с работы, крадясь к себе домой.
Его цель ясна: он хочет заняться любовью со своей молодой очаровательной домработницей за спиной у жены. Он это уже делал неоднократно, благо дом большой и жена ничего не замечает. Но в этот раз всё идёт наперекосяк: Айви ябедничает ему на свою мать, и Иван застаёт любовницу в кровати с неким молодым красавцем. Он бросается на него, но парень явно моложе и сильнее. Он немного бьёт Ивана, но затем уходит. А между Иваном и Ребеккой начинается громкая ссора. Крик привлекает внимание Кэтрин, которая в это время работает в саду. Как только она входит в курс дела, она немедленно выселяет Ребекку и её детей. Ребекка бросает горькую правду Кэтрин в лицо: она фригидна, и поэтому муж постоянно изменяет ей.
Спустя десять лет повзрослевшая и похорошевшая Вайолет неожиданно возвращается к дому Гриров. Там за это время Кэтрин умерла, прислуживает новая домработница (пожилая и чопорная женщина). Иван и Джой узнают Вайолет и выказывают девушке неподдельное расположение, особенно Джой. Вайолет говорит, что вернулась в этот город, чтобы поступить в местный колледж, и что уже успела устроиться на работу официанткой в известном ресторане. Джой упрашивает отца оставить свою нашедшуюся подружку жить с ними. Но поселить её негде, кроме как в комнате покойной Кэтрин, о чём Иван поначалу и слышать не хочет, но всё же уступает единственной любимой дочери. Однако Вайолет на самом деле пришла сюда мстить: её семье в жизни не повезло.
Она приступает к последовательному разрушению мира Джой. Та серьёзно занимается теннисом вместе со своей теперешней лучшей подругой Джейми и встречается с Майклом, который учится в престижнейшем университете на банкира и метит в контору мистера Грира, как будущий зять. Вайолет сразу узнаёт его слабое место: он в прошлом баловался наркотиками.
Позже Вайолет узнаёт и ещё одно слабое место: она подслушивает под дверью, как Майкл хочет заняться сексом с Джой, но та прерывает прелюдию, ссылаясь на усталость из-за тренировок. Он обвиняет Джой во фригидности и оскорбительно говорит, что отлично понимает неверность её отца, когда мать была жива. Майкл оставляет её, но как только выходит за дверь, сталкивается с Вайолет, которая одета в садомазохистский костюм. Он догадывается, что Вайолет далеко не так проста, как сначала создаёт о себе впечатление. Ему становится ясно, что на самом деле Вайолет — пользующаяся популярностью проститутка, специализирующаяся на БДСМ. Но он явно не против узнать её поближе. Вдобавок Вайолет подталкивает Майкла, чтобы тот снова начал принимать наркотики, подбрасывая ему таблетки. Тот срывается.
Теперь черёд разрушить отношения Джой с её подругой. В жаркий день Джой играет с Джейми в качестве тренировки перед важным для себя матчем, а Вайолет подливает подругам спиртное в сладкий напиток. Те приходят на перерыв, решают лишь чуть-чуть расслабиться и подливают себе в напиток немного спирта, как и было задумано Вайолет, которая и так уже сделала им пьянящий напиток. Теннисистки тут же засыпают мёртвым сном. Вайолет переносит их в кровать, сковывает себя и их наручниками и будит Джейми, говоря ей развратные вещи. У той не остаётся сомнений, что она напилась вместе с Джой и её новой подружкой и в бессознательном состоянии занималась групповым сексом. В ужасе, как была полуодетая и в наручниках, сопровождаемая хохотом Вайолет, она убегает из особняка Джой. Джой же после похмелья теряет форму и проигрывает состязания по теннису с большим для себя позором.
Вайолет начинает соблазнять Ивана: например, заранее рассчитав, чтобы он заметил, плавает обнажённая в бассейне и одевается в одежды его покойной жены. В мужчине разгорается страсть, которой он когда-то пылал к Ребекке, матери Вайолет. Но домработница Грира улавливает смысл происходящего и пытается помешать. Однако тут же показано, как Вайолет в два счёта «убирает» пожилую женщину. У Ивана есть одна пассия — зрелая почтенная женщина, однако Вайолет их ссорит с помощью нехитрой телефонной интриги. А взамен проститутка тут же предлагает себя, на что Иван соглашается. Майкл, который разочаровал потенциального тестя, после того как тот увидел у него наркотики, и почувствовал потерю возможности работы в банке своей мечты, тоже пытается противостоять Вайолет. Он выясняет всю её тёмную семейную историю, включая смерть Айви (явная ссылка на оригинальный фильм: говорится, что сестра Вайолет выпала из окна, — вполне вероятная версия, распространяемая Сильвией и её отцом с целью отвести от себя все возможные неприятности). Он угрожает Вайолет, что расскажет Джой правду, если она не оставит Грира. Но тогда Вайолет совершенно невероятным образом скручивает его и, напоследок обвинив в ухаживании за Джой не по любви, а из желания получить работу у её отца, вкалывает ему лошадиную дозу наркотика прямо в шею.
В это время Джой должна была встретиться с Майклом, чтобы помириться, но вместо этого ей звонит его отец и сообщает о гибели парня. Дома девушку ждёт ещё один удар: она застаёт своего отца с Вайолет в садомазохистской позе. Джой убегает в истерике, а Иван говорит Вайолет, что она должна уехать. Это напоминает ей выселение её матери, и она понимает, что начинает проигрывать. У Ивана прихватывает сердце, но когда он пытается вызвать неотложную медпомощь, оказывается, что Вайолет вырвала телефон из розетки. Мужчина теряет сознание, а Вайолет перетаскивает его в гараж, сажает в машину и заводит мотор, после чего уходит, закрыв Ивана на замок, чтобы тот погиб от угарного газа.
Джой возвращается и видит, что в доме выключено всё электричество. Спустившись в подвал, чтобы включить резервные рубильники, она обнаруживает тело домработницы, спрятанное её убийцей — Вайолет. Чувствуя, что сходит с ума, Джой идёт к Вайолет, которая предлагает ей вдвоём нарядиться как дети и поиграть в кукольное чаепитие — но на самом деле в питьё яда. В последний момент Джой выплёскивает яд в лицо Вайолет. Они начинают биться насмерть. Вайолет пытается нанести удар Джой ножницами, но сильная спортсменка отшвыривает её и бежит вниз по лестнице с призывами о помощи. Вайолет снова бросается на Джой, но та сбрасывает её с лестницы. По всему видно, что Вайолет убилась. В этот момент Иван в гараже приходит в себя после сердечного приступа, но не в состоянии позвать на помощь. В последних кадрах Джой стоит в доме, и не ясно, догадается ли она заглянуть в гараж и спасти умирающего отца.

## В ролях
- Джейми Прессли — Вайолет
- Меган Эдвардс — Джой Грир
- Майкл Дес Баррес — Иван Грир
- Грэг Воган — Майкл
- Сьюзан Тайррелл — миссис Б
- Мерете Ван Кэмп — Кэтрин Грир
- Афина Мэсси — Ребекка
- Сьюзан Уорд — Сэнди
- Шэнна Моуклер — Джейми

## Критика
Джей Р. Тейлор из Entertainment Weekly  поставил фильму оценку D+ и описал его как «тусклый ремейк яркого оригинала с Дрю Бэрримор».

## Саундтрек
- «Strange» написана Томасом Дж. Делюкой и Саффроном Хендерсоном. Исполнена Саффроном Хендерсоном
- «Black Cairo» написана и исполнена Marino (ASCAP)
- «Jesus Hangs On The Wall» написана Сэмом Лапайдсом и исполнена Ghosthouse (BMI)
- «Evil Woman» написана и исполнена Marino (ASCAP)
- «Train» написана и исполнена Occasional Ignation (ASCAP)
- «Deep In My Love» написана и исполнена Греггом Пагани и Донной Тэйлор (BMI)
- «Cloudy Days» написана Винсентом Брантлей и Тенис Зэвсом
- «Now» написана Томасом Дж. Делюкой и Саффроном Хендерсоном. Исполнена Саффроном Хендерсоном